# A. A. McLeod
Albert Alexander MacLeod (Black Rock, Nova Escócia, 2 de abril de 1902 – Toronto, Ontário, 13 de março de 1970), mais conhecido como A. A. MacLeod, foi um político canadense, membro proeminente do Partido Comunista do Canadá e, mais tarde, do Partido Trabalhista Progressista.

## Biografia
MacLeod nasceu em 1902 em Black Rock, na Nova Escócia. Ele trabalhou na usina de aço de Sydney Mines durante a adolescência. Acredita-se que McLeod tenha sido o recruta mais novo a se alistar ao Exército Canadense durante a Primeira Guerra Mundial, integrando 185° batalhão dos Cape Breton Highlanders. Ele retornou ao Canadá um pouco antes do término do conflito e trabalhou para a Associação Cristã de Moços, primeiro em Halifax e depois em Chicago, como membro executivo.

### Radicalização
Até 1933, MacLeod morou em Nova Iorque, período em que foi o editor da proeminente revista pacifista/socialista The World Tomorrow. Lá, conheceu e se casou com Virginia MacLean, originária da Ilha Cape Breton. Ambos eram pacifistas e apoiadores do Partido Socialista da América. Como resultado do caso dos Scottsboro Boys, MacLeod se aproximou do Partido Comunista dos Estados Unidos. Ele se junto à Liga de Defesa dos Scottsboro Boys, organizada pelos comunistas. Os MacLeods também foram sensibilizados pela pobreza gerada pela Grande Depressão e o crescimento do movimento fascista.
Em 1933, MacLeod renunciou a de seu cargo em The World of Tomorrow e o casal retornou para a Nova Escócia, onde se tornaram militantes do movimento trabalhista e fizeram campanha para J.B. McLachlan, líder sindical e membro do Partido Comunista que estava concorrendo a um assento na Assembleia Legislativa da Nova Escócia como candidato independente identificado como “Trabalhista”. Foi durante esse período que os MacLeods se filiaram ao Partido Comunista do Canadá.

### Guerra Civil Espanhola e Segunda Guerra Mundial
Em 1934, MacLeod participou da conferência inaugural da Liga Canadense Contra a Guerra e o Fascismo em Toronto e foi eleito presidente da mesma. Tratava-se de uma frente popular fundada pelo Partido Comunista que mais tarde passou a ser chamada de Liga Canadense pela Paz e Democracia. A liga e uma outra organização que MacLeod ajudou a fundar, o Comitê Canadense para Ajudar a Democracia Espanhola, recrutaram membros para o Batalhão Mackenzie-Papineau, o contingente canadense das Brigadas Internacionais que lutou pela defesa da República Espanhola durante a Guerra Civil naquele país. Em 1936, MacLeod liderou a delegação canadense no Congresso de Segurança Coletiva em Bruxelas.
Em 1940, como resultado do pacto de não agressão entre a Alemanha Nazista e a União Soviética, a liga foi banida pelo Regulamento de Defesa do Canadá, assim como o Partido Comunista como um todo. Então, MacLeod co-fundou e se tornou o primeiro editor do jornal semanal Canadian Tribune, lançado em junho de 1940 como órgão oficial do Partido Comunista numa tentativa de manter a organização política ativa na clandestinidade. No ano seguinte, concorreu ao cargo de deputado pelo distrito eleitoral de Edmonton East, como candidato do “Movimento Popular”, e obteve 18,5% dos votos.

### Membro da Assembleia Legislativa de Ontário
Nas eleições provinciais de 1943 em Ontário, o clandestino Partido Comunista lançou candidatos independentes identificados como “Trabalhistas”. MacLeod foi eleito para representar o distrito eleitoral de Bellwoods (circunscrito na cidade de Toronto) na Assembleia Legislativa de Ontário com 30% dos votos. Mais tarde, foi convidado junto com o colega J.B. Salsberg, eleito pelo distrito vizinho de St. Andrew, para se juntar ao Partido Trabalhista Progressista, reorganização do clandestino Partido Comunista. MacLeod aceitou e se tornou o líder do partido na legislatura. MacLeod foi reeleito em 1945 com 35% dos votos e em 1948 com 37% dos votos. No entanto, perdeu seu assento na eleição de 1951, quando recebeu 20% dos votos; Salsberg permaneceu como único membro do partido na Assembleia até 1955, quando também não conseguiu ser reeleito.
Apesar de defender medidas politicamente impopulares, MacLeod ganhou o respeito dos demais membros da Assembleia Legislativa de Ontário. Segundo o primeiro-ministro Mitchell Hepburn, McLeod tinha “a mente mais brilhante da legislatura”. Apesar de suas diferenças ideológicas, MacLeod era amigo pessoal do primeiro-ministro Leslie Frost, que lhe ofereceu emprego como redator de discursos e conselheiro político após sua derrota na eleição de 1951. Uma das iniciativas de MacLeod foi nomear a Rodovia 401 de Rodovia Macdonald-Cartier, em homenagem a John A. Macdonald e George-Étienne Cartier, forjadores da Confederação Canadense. Ele também esteve envolvido na criação da Comissão de Direitos Humanos de Ontário em 1961.
MacLeod continuou a trabalhar para o governo da província de Ontário na década de 1960, após o fim da administração de Frost, atuando como conselheiro político dos primeiros-ministros John Roberts e Bill Davis. Ele faleceu no dia 13 de março de 1970 como consequência de um atropelamento do qual foi vítima alguns dias antes.

## Família
A esposa de MacLeod, Virginia MacLean, é a tia dos atores Warren Beatty e Shirley MacLaine. Ambos frequentaram a casa dos McLeods e citam o tio como influenciador de suas próprias crenças políticas progressistas.
O filho de MacLeod, David Leigh MacLeod, seguiu os passos dos primos na indústria cinematográfica, tendo trabalhado com Beatty e co-produzido os filmes Reds (1981) e Ishtar (1987). Anteriormente, ele trabalhou como conselheiro político do diretório do Partido Conservador do Canadá em Ontário.
A filha de MacLeod, por sua vez, é a cantora de música folk Joan MacLeod, casada com o músico Ray Woodley do grupo The Travellers.